# Ródope (província romana)
Ródope era uma província do período final do Império Romano e primeiros anos do Império Bizantino localizada na costa norte do mar Egeu. Parte da Diocese da Trácia, ela se estendia ao longo da cordilheira do Ródope, abrangendo partes da moderna Trácia Ocidental (na Grécia) e do sudoeste da Bulgária. Seu governador detinha a dignidade de praeses e estava sediado e Trajanópolis. De acordo com o "Sinecdemos", do século VI, havia ali seis outras cidades: Maroneia, Maximianópolis, Nicópolis no Nesto, Cereópirgo (desconhecida) e Topeiro (Toxotai, na Grécia).
A província sobreviveu até as invasões eslavas do século VII, mas sobreviveu como uma província eclesiástica até pelo menos o século XII. O Tema de Bolero abarcou boa parte de seu território durante o domínio bizantino.

## Sés episcopais
As sés episcopais da província que aparecem no Anuário Pontifício como sés titulares são:
- Eno (Enez)
- Anastaciópolis (Buru-Kalesi)
- Cípsela (İpsala)
- Macra (Makri, Evros)
- Maroneia
- Maximianópolis no Ródope